# Battenans-les-Mines
Battenans-les-Mines ist eine französische Gemeinde mit 42 Einwohnern (Stand: 1. Januar 2022) im Département Doubs in der Region Bourgogne-Franche-Comté.

## Geographie
Battenans-les-Mines liegt auf 300 m, zehn Kilometer nordwestlich von Baume-les-Dames und etwa 26 Kilometer nordöstlich der Stadt Besançon (Luftlinie). Das Dorf erstreckt sich an aussichtsreicher Lage an einem nach Nordwesten geneigten Hang des Bois des Perrières, südlich der Talniederung des Ognon, in der gewellten Landschaft im äußersten Nordwesten des Départements Doubs.
Die Fläche des 2,78 km² großen Gemeindegebiets umfasst einen Abschnitt der hügeligen Landschaft zwischen den Flusstälern von Doubs und Ognon. Der zentrale Teil des Gebietes wird von einem relativ sanft geneigten Hang eingenommen, der nach Süden zur bewaldeten Höhe des Bois des Perrières ansteigt. Hier wird mit 404 m die höchste Erhebung von Battenans-les-Mines erreicht. Flankiert wird diese Höhe im Westen vom Tal des Ruisseau de la Beune, im Osten von einer Talmulde ohne oberirdisches Fließgewässer, die sich zum Tal des Crenu hin öffnet. Das Gemeindeareal reicht jedoch nicht bis in die Talsohle hinunter.
Nachbargemeinden von Battenans-les-Mines sind Avilley im Norden, Tallans im Osten, Tournans und La Bretenière im Süden sowie Rougemontot und Cendrey im Westen.

## Geschichte
Schon früh wurde bei Battenans Eisenerz abgebaut. Um eine Verwechslung mit anderen gleichnamigen Gemeinden zu vermeiden, wurde Battenans im Jahr 1936 offiziell in Battenans-les-Mines umbenannt. Heute gehört das Dorf zum Gemeindeverband Doubs Baumois.

## Bevölkerung
| Jahr                       | 1962 | 1968 | 1975 | 1982 | 1990 | 1999 | 2016 |
| Einwohner                  | 57   | 50   | 41   | 50   | 48   | 57   | 57   |
| Quellen: Cassini und INSEE |      |      |      |      |      |      |      |

Mit 42 Einwohnern (Stand 1. Januar 2022) gehört Battenans-les-Mines zu den kleinsten Gemeinden des Départements Doubs. Nachdem die Einwohnerzahl in der ersten Hälfte des 20. Jahrhunderts deutlich abgenommen hatte (1886 wurden noch 100 Personen gezählt), wurden seit Beginn der 1960er Jahre nur noch geringe Schwankungen verzeichnet.

## Wirtschaft und Infrastruktur
Battenans-les-Mines war bis weit ins 20. Jahrhundert hinein ein vorwiegend durch die Landwirtschaft (Ackerbau, Obstbau und Viehzucht) geprägtes Dorf. Noch heute leben die Bewohner zur Hauptsache von der Tätigkeit im ersten Sektor. Außerhalb des primären Sektors gibt es nur wenige Arbeitsplätze im Dorf. Einige Erwerbstätige sind auch Wegpendler, die in den umliegenden größeren Ortschaften ihrer Arbeit nachgehen.
Die Ortschaft liegt abseits der größeren Durchgangsstraßen an einer Departementsstraße, die von Avilley nach La Bretenière führt. Der nächste Anschluss an die Autobahn A36 befindet sich in einer Entfernung von ungefähr 17 Kilometern. Eine weitere Straßenverbindung besteht mit Cendrey.